# Ceanothus sonomensis
Ceanothus sonomensis är en brakvedsväxtart som beskrevs av Howell. Ceanothus sonomensis ingår i släktet Ceanothus och familjen brakvedsväxter. Inga underarter finns listade i Catalogue of Life.